# Josef Salzmann (Missionar)

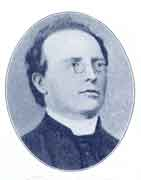
Josef Salzmann

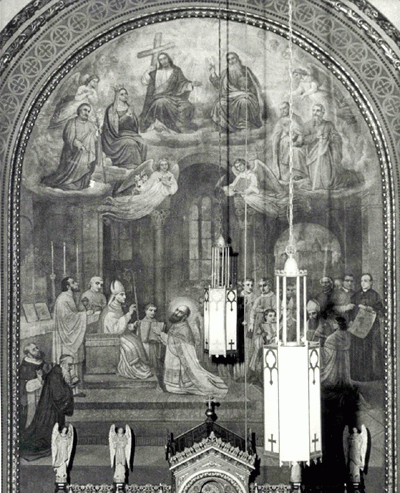
1888 gefertigtes Wandgemälde im St. Francis Seminary (Salesianum) Milwaukee; Josef Salzmann ganz rechts, mit dem Plan in der Hand

Josef Salzmann (* 17. August 1819 in Münzbach; † 17. Jänner 1874 in St. Francis, Wisconsin, USA) war ein österreichischer katholischer Priester (geweiht 1842), Theologe und Missionar in der Erzdiözese Milwaukee.

## Leben
Der in Münzbach in Oberösterreich geborene Josef Salzmann wurde 1842 zum Priester geweiht, promovierte 1845 in Theologie und war Kaplan in Gleink, Sankt Wolfgang und Ried im Innkreis.
1847 folgte er dem dringenden Appell des in Oberösterreich auf Besuch weilenden ersten Erzbischofs der Erzdiözese Milwaukee John Martin Henni und fuhr 1847 mit einem Segelschiff nach Baltimore und weiter nach Milwaukee.
Dort wurde er zunächst mit der ländlichen Mission betraut und war bald einer der bekanntesten Missionare des Nordwestens. Wegen seines Erfolges berief ihn der Bischof als Pastor der St. Mary´s Congregation in Milwaukee. Deutsche Freidenker wollten den Erfolg des jungen Verfechters der katholischen Kirche mit allen Mitteln verhindern und Salzmann führte einen erbitterten Kampf gegen sie.
Der Mangel an Priestern bestärkte ihn in dem Gedanken, für das 1846 neben dem Haus des Erzbischofs in einer Holzhütte eingerichtete Seminar ein größeres und dem Zweck besser entsprechendes Priesterseminar zu gründen. Er sammelte auf einer Reise durch mehrere Staaten die notwendigen Mittel und nach vielen Schwierigkeiten wurde 1856 das St. Francis provincial seminary (bekannt als Salesianum) mit 25 Studenten eröffnet. Michael Heiß, der zweite Erzbischof von Milwaukee, war der erste Rektor. Das Seminar wurde zu einem der prominentesten in den Vereinigten Staaten, aus dem mehrere hundert Priester und 23 Bischöfe hervorgingen.
Salzmann war auch Mitbegründer der ersten katholischen Pädagogischen Akademie in den Vereinigten Staaten, der Catholic Normal School of the Holy Family, heute Pio Nono College, in St. Francis.
Der ebenfalls von ihm mitbegründete amerikanische Zweig der St. Cecilia Society hatte großen Einfluss auf die Entwicklung der authentischen Kirchenmusik in den Vereinigten Staaten und verdankt ihm seine Existenz und sein Wachstum.
Salzmann verstarb 1874 in St. Francis Milwaukee und ist in der Kirche des von ihm begründeten Seminars beigesetzt.
Dort fertigte der aus Baden stammende Maler Johann Schmitt 1888 ein Wandgemälde mit dem Titel "Die Konsekration des Hl. Franz von Sales". Auf der rechten Seite gruppierte er Statisten hinein, die nichts mit der Originalbegebenheit zu tun hatten, aber für die Kirchengeschichte Wisconsins bedeutsam waren. Auf einem erhaltenen Foto sind von rechts beginnend folgende nebeneinander stehende Personen identifizierbar: Pater Josef Salzmann (als Gründer mit dem Plan in der Hand), daneben Bischof Friedrich Xaver Katzer (der 9 Jahre als Professor dort unterrichtet hatte) und Bischof Johann Martin Henni (mit vollem weißen Haar; in dessen Pontifikat das Seminar gegründet wurde). Leider hat man das prachtvolle und kirchengeschichtlich interessante Bild 1972 überstrichen.